# André Vézinhet
André Vezinhet, né le 7 septembre 1939 à Rodez (Aveyron), est un homme politique français. Il est membre du Parti socialiste.

## Biographie
André Vézinhet est le fils d'Adrien Vézinhet.
Élu en 1977 sur la liste de Georges Frêche au conseil municipal de Montpellier, il devient adjoint au maire en 1983.
En 1985, il est élu conseiller général du canton de Montpellier-9, puis, en 1989, il est élu sénateur de l'Hérault ; membre du groupe socialiste.
Réélu sans interruption depuis 1985 aux élections cantonales, il devient, en 1998, président du conseil général de l'Hérault (réélu en 2001, 2004 et 2008).
Il est élu député de la 2e circonscription de l'Hérault en 2007 avec 53,92 % des suffrages face à l'UMP Arnaud Julien.

## Mandats électifs
Sénateur
- 2 octobre 1989 - 30 septembre 1998 : sénateur de l'Hérault
- 1er octobre 1998 - 28 juin 2007 : sénateur de l'Hérault

Député
- 20 juin 2007 - 19 juin 2012 : député de la deuxième circonscription de l'Hérault

Conseiller régional
- 1er janvier 1983 - 16 mars 1986 : vice-président du conseil régional de Languedoc-Roussillon
- 17 mars 1986 - 1er janvier 1989 : vice-président du conseil régional de Languedoc-Roussillon

Conseiller général
- 17 mars 1985 - 28 mars 2015 : membre du conseil général de l'Hérault (élu du canton de Montpellier-9)
- 27 mars 1998 - 27 mars 2004 : président du conseil général de l'Hérault
- 28 mars 2004 - 2 avril 2015 : président du conseil général de l'Hérault

Conseiller municipal
- 21 mars 1977 - 13 mars 1983 : membre du conseil municipal de Montpellier (Hérault)
- 14 mars 1983 - 19 mars 1989 : adjoint au maire de Montpellier
- 20 mars 1989 - 18 juin 1995 : membre du conseil municipal de Montpellier
- 19 juin 1995 - 7 mars 1998 : membre du conseil municipal de Montpellier

## Autres mandats ou fonctions
- Conseiller du District de Montpellier, délégué au pôle Agropolis de 1977 à 1998.
- Président d'Hérault Transport.
- Président d'Hérault Aménagement (SADH).
- Président de l'association supra-nationale Arc Latin.
- Administrateur de la Fédération Nationale du SEM.